# Walthard (Bern)
Die Familie Walthard ist eine aus Rüti bei Büren stammende Berner Familie, die seit 1791 das Burgerrecht der Stadt Bern besitzt. Die Familie gehört der Gesellschaft zu Zimmerleuten an.

## Personen
- Marx Walthard (1624–1704), Küfer aus Rüti bei Büren, Hintersasse in Bern, Welsch-Herrenküfer 1676
- Beat Ludwig Walthard (I.) (1668–1718), Pfarrer in Rüderswil
- Beat Ludwig Walthard (III.) (1743–1802), Verleger
- Friedrich Walthard (1818–1870), Künstler
- Max Walthard (1867–1933), Gynäkologe
- Karl Max Walthard (1895–1971), Neurologe
- Bernhard Walthard (1897–1992), Pathologe